# دينيس ووتشرير
دينيس ووتشرير (بالألمانية: Denis Wucherer) مواليد 7 مايو 1973 في ماينتس، هو ومدرب كرة سلة ألماني ولاعب سابق. بدأ مسيرته الاحترافية في سنة 1991. لعب مع غيسن فورتي سيكسرز في الدوري الألماني لكرة السلة. يبلغ طوله 6 قدم 5 بوصة (2.0 م). حقق المركز الثاني في بطولة أمم أوروبا لكرة السلة 2005. اعتزل اللعب في 2007.

## المسيرة الاحترافية
لعب مع باير جاينتز ليفركوزن من سنة 1992 إلى 1998، ثم لعب مع أولمبيا ميلانو في الدوري الإيطالي من سنة 1998 إلى 2000، ثم لعب مع بالاكانسترو فاريزي في موسم 2000–2001، ثم لعب مع سكايلاينرز فرانكفورت في الدوري الألماني في موسم 2001–2002، ثم لعب مع باير جاينتز ليفركوزن من سنة 2002 إلى 2005، ثم لعب مع تريفيزو لكرة السلة في الدوري الإيطالي في سنة 2005، ثم لعب مع أوستند من سنة 2005 إلى 2007.

## الإنجازات
كلاعب:
- الدوري الألماني لكرة السلة : 1992-93، 1993–94، 1994–95، 1995-1996
- الدوري البلجيكي لكرة السلة الدرجة الأولى : 2005-06، 2006–07
- كأس ألمانيا لكرة السلة : 1993، 1995
- كأس إيطاليا لكرة السلة : 2005

كمدرب:
- - الدوري الألماني لكرة السلة الدرجة الثانية : 2014–15

## روابط خارجية
- دينيس ووتشرير على موقع الاتحاد الدولي لكرة السلة (الإنجليزية)
- دينيس ووتشرير على موقع كرة السلة الأوروبية.كوم (الإنجليزية)
- دينيس ووتشرير على موقع ريلجم (الإنجليزية)
- دينيس ووتشرير على موقع بروبوليرز (الإنجليزية)
- دينيس ووتشرير على موقع سبورتس رفرنس (الإنجليزية)